# Día del Orgullo Autista
El Día Del Orgullo Autista es un día de celebración de la neurodiversidad del espectro autista llevado a cabo cada 18 de junio. Fue iniciado en 2005 como un proyecto del foro en línea ya disuelto Aspies for Pride. Desde entonces, el día no cuenta con un organizador central y las actividades se coordinan por diversos grupos vinculados a la temática, liderados en su mayoría por personas autistas. El objetivo es rechazar la negatividad en torno al tema y celebrar el espectro autista como parte de la neuro diversidad natural de los seres humanos.
La bandera del evento lleva el símbolo del infinito sobre las tres franjas de colores asociadas al espectro.

## Temas del Día del Orgullo Autista
- 2005: "Acceptance not cure".
- 2006: "Celebrate Neurodiversity".
- 2007: "Autistics Speak. It's time to listen".
- 2008: Desconocido
- 2009: Desconocido
- 2010: "Perspectives, not fear".
- 2011: "Recognize, Respect, Include".
- 2012: Desconocido
- 2013: Desconocido
- 2014: Sin tema
- 2015: Sin tema
- 2016: Sin tema
- 2017: Sin tema
- 2018: Sin tema
- 2019: Sin tema
- 2020: Sin tema